# Липофиброматоза
Липофиброматоза (ЛПФ) је доброћудни (бенигни) педијатријски тумор меког ткива који настаје првенствено у дисталним екстремитетима. Хистолошки, тумор показује обилно масно ткиво помешано са компонентом вретенастих ћелија, често концентрисано на септалним и перимизијалним локацијама. Овај тумор који не метастазира. у новијој литература понекад   сматра да је строго дечји поремећај, у ретким случајевима дијагностикован је код одраслих.   Имајући ово у виду дијагнозу липофиброматозе не треба аутоматски одбацити због старости појединца.

## Историја
Овај изузетно редак  тумор меког ткива први су јасно описали 2000. године Фетсцх и сарадници као строго педијатријски, локално инвазиван и често рекурентни (на месту хируршког уклањања) тумор.  
Пре свега на основу хистопатолошких (микроскопског изгледа посебно припремљеног ткива) анализа, липофиброматоза се у почетку сматрала или врстом, или веома сличном врстом апонеуротичког фиброма (који се такође назива калцифицирајући апонеуротични фибром), фиброзног хамартомома у детињству, ЕВСРИ-СМАД3-преуређени фибробластични тумор (такође назван ЕВСР1-СМАД3-позитивни фибробластични тумор) или инфантилна дигитална фиброматоза.  Међутим, даље анализе различитих разлика ових тумора, посебно у генским абнормалностима које експримирају њихове неопластичне ћелије, навеле су Светску здравствену организацију 2020. да класификује ЛПФ и сваки од четири друга тумора као изразито различите облике у категорији фибробластичних и миофибробластичних. тумори.
Неурални тумор сличан липофиброматози дефинисан је 2016. године као поремећај који су почетне студије сматрале варијантом липофиброматозе. Међутим, новије студије су нагласиле критичне разлике у клиничкој презентацији и абнормалности гена између ова два тумора.

## Диференцијална дијагноза
Диференцијално дијагностички требало би имати у виду:
Фиброматозу, доброћудни (неканцерозни) тумор који се састоји од специјализованог типа везивног ткива званог фиброзно ткиво. Патолози деле фиброматозу у две категорије у зависности од тога где се тумор развија. Тумори који се развијају непосредно испод коже називају се површинска фиброматоза. Тумори који се развијају дубље у телу називају се дубока фиброматоза.
Фиброзни хамартом у детињству,  редак, доброћудни тумор субкутиса и доњег дермиса, који се обично јавља у прве 2 године живота. Клинички ток је обично бенигни и прогноза је одлична. Физичке карактеристике поткожне масе код детета могу указивати на малигни процес.